# 潘氏鱼属
潘氏魚（學名：Panderichthys）是一類史前的肉鰭魚，生存於 3.8 億年前的泥盆紀，化石於拉脫維亞被發現，為肉鰭魚類與早期兩棲類之間的過渡物種，能够用前鳍支撑，攀爬到陆地上。身长可達 1.5 米，擁有一個類似兩棲類的巨大頭部。

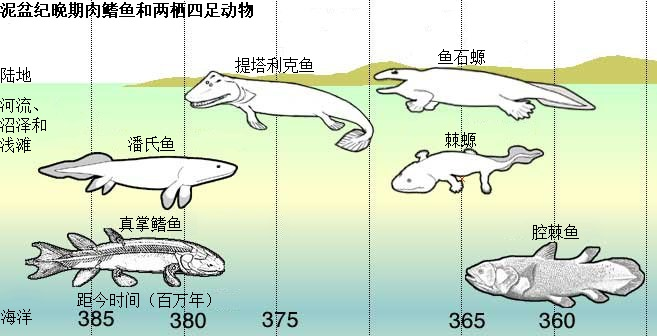
在晚泥盆紀脊椎動物的物種形成，遠洋區肉鰭魚類後代的適應性：
- 潘氏魚：適合淤泥淺灘生活。
- 提塔利克魚（Tiktaalik）：有像四肢的鰭，可以走上陸地。
- 棘螈（Acanthostega）：有八趾的腳。
- 魚石螈（Ichthyostega）：有腳。

## 下属物种
本属包括以下物种：
- Panderichthys bystrowi Gross, 1941
- 菱鳞潘氏鱼 Panderichthys rhombolepis Gross, 1941
- Panderichthys stolbowi Vorobyeva, 1960

## 外部連結
- Pharyngula
- Devonian Times - Panderichthys （页面存档备份，存于）

1. ↑  . GBIF.   [2022-08-20]. （原始内容存档于2022-08-20）.